# Бродецька сільська рада (Оренбурзький район)
Броде́цька сільська рада (рос. Бродецкий сельский совет) — сільське поселення у складі Оренбурзького району Оренбурзької області Росії.
Адміністративний центр — село Бродецьке.

## Населення
Населення — 1098 осіб (2019; 1120 в 2010, 999 у 2002).

## Склад
До складу сільської ради входять:
| Населений пункт   | Населення, осіб (2002) | Населення, осіб (2010) |
| ----------------- | ---------------------- | ---------------------- |
| Бродецьке, село   | 987                    | 1111                   |
| Херсоновка, хутір | 12                     | 9                      |